# Visita oficial

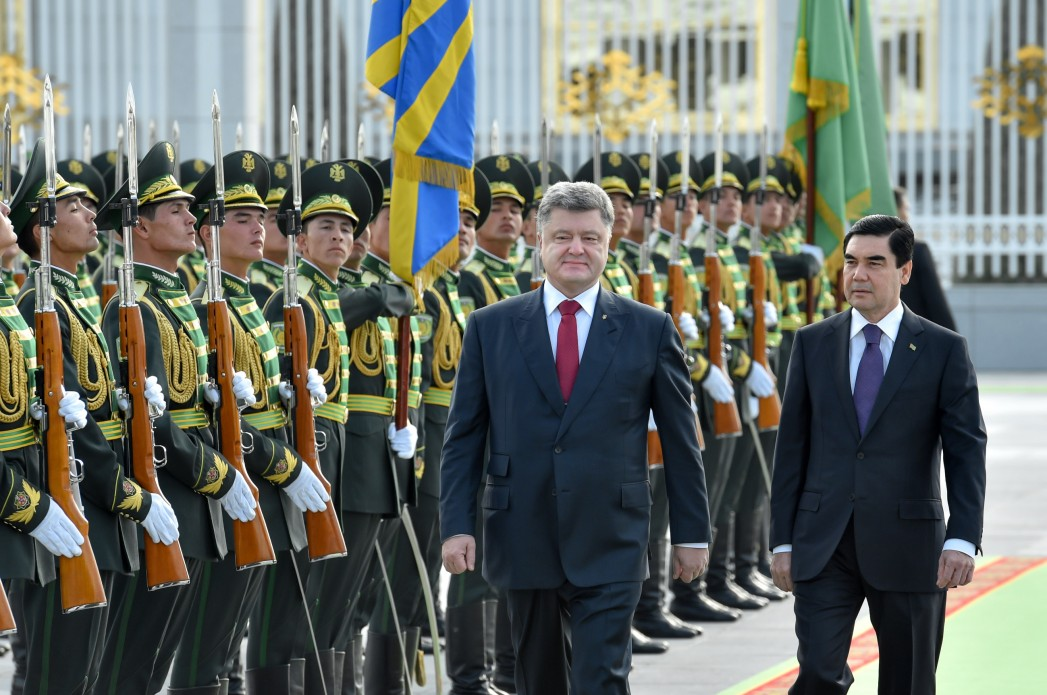
El ex presidente ucraniano Petro Poroshenko en visita oficial a Turkmenistán, 2015

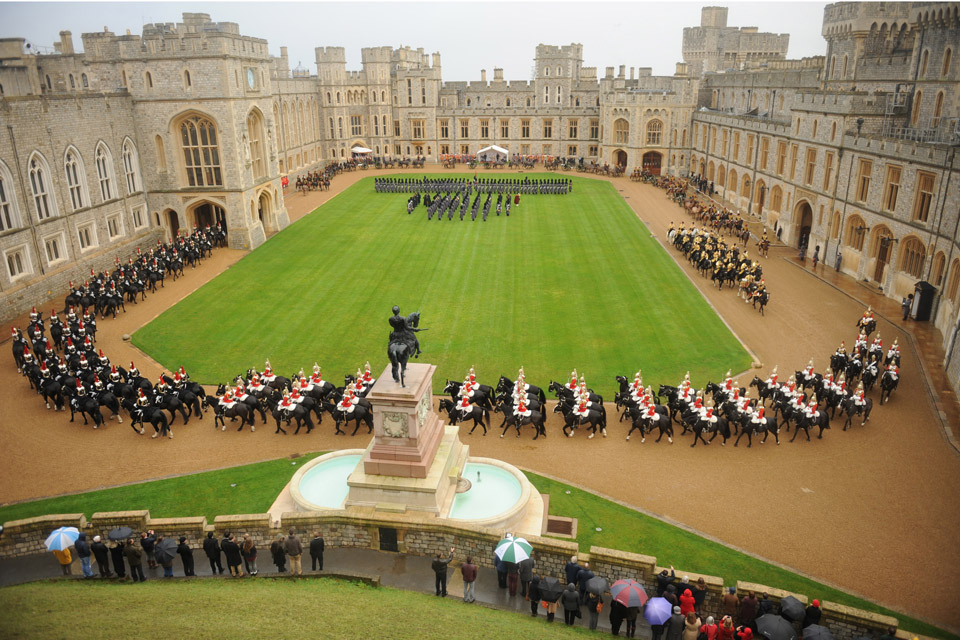
Las visitas de estado generalmente implican una revisión militar, como esta por Caballería de la casa desfilando en Castillo de Windsor para la visita de estado de Emir de Kuwait al Reino Unido en 2012.

Una visita oficial o visita de Estado es aquella en la que un miembro de la administración, el gobierno o la Jefatura de un Estado emprende un viaje en su calidad de representante de dicho Estado. El destino puede encontrarse tanto dentro del propio territorio como en el extranjero; sin embargo, es más común hacer referencia a estos desplazamientos cuando se trata de visitas al extranjero.
Algunas de las características generales que denotan un viaje oficial son:
- El anuncio a los medios interesados y a las autoridades competentes en el país o lugar de destino.
- La existencia de una agenda concreta de actividades dentro del "programa oficial". Dependiendo de la naturaleza de viajero y viaje ésta se pasará a la prensa o no y también se asignará tiempo para otras ocupaciones no-oficiales.
- La constitución de una delegación que acompañe a la figura principal del viaje.
- La presencia de un comité de recibida, igualmente oficial y acorde al rango del enviado.

Aunque lo anteriormente descrito podría aplicarse a gran número de personas, la denominación viaje oficial suele aplicarse exclusivamente a políticos en cualquier rango y monarcas. Dentro de compañías privadas se emplea habitualmente el término viaje de empresa. Este viaje, no excede más allá de 4 o 5 días, con la sola excepción de Fidel Castro, quien realizó una visita a Chile en 23 días.[cita requerida] Cuando estos viajes son realizados en la última parte del mandato, estos deben ser autorizados por una de las ramas del Congreso o Asamblea Nacional, según el país.[cita requerida]
Nota: Se debe mostrar que existe una diferencia entre visita oficial y visita de Estado.
La visita de Estado implica la visita a los tres poderes del Estado (Ejecutivo, Legislativo y Judicial). La vsita oficial es únicamente a un poder del Estado, usualmente al Ejecutivo.[cita requerida]

## Visita oficial por país

### España
Las visitas estatales a España se llevan a cabo con la participación del Rey de España. Los eventos del día comienzan cuando el dignatario visitante llega en un vehículo especial al Palacio Real de Madrid en la capital española de Madrid. A medida que llega el dignatario, las unidades de la Guardia Real se preparan para el inicio de la ceremonia. La ceremonia comienza con todas las unidades presentando armas al sonar una saludo real, con la ejecución del himno invitado Marcha Real.  Luego comienzan su inspección, revisando la infatry así como las unidades montadas. Una vez que se completa la revisión, se lleva a cabo un gran desfile militar en el patio del palacio con las bandas en masa que tocan música militar a medida que las unidades avanzan.

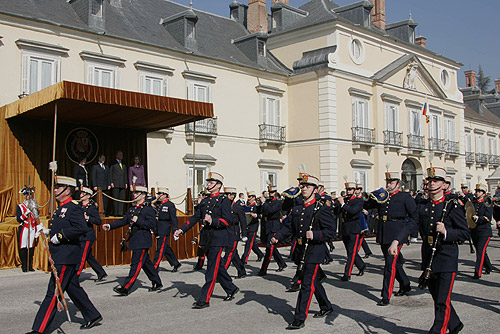
Banda Militar durante una visita de estado para el Presidente de Rusia Vladímir Putin.

La otra ceremonia estatal notable que se lleva a cabo en el palacio es la cena estatal, organizada por el Rey, a la que asisten el dignatario visitante, su delegación, la familia real española, y primer ministro. Durante el transcurso de la visita, el líder visitante puede pronunciar un discurso en una sesión conjunta de Cortes Generales.

### Estados Unidos
Las visitas oficiales a la capital federal, Washington D. C., solo se dan por invitación del Presidente de los Estados Unidos en su posición de jefe de Estado y jefe del gobierno federal de los Estados Unidos. Las visitas oficiales se refieren a la visita de un jefe de gobierno a Washington D. C.. Durante las visitas, suelen celebrarse numerosos eventos en la capital, con la presencia de cientos de personas. La primera visita oficial fue realizada en 1874 por Kalākaua el rey de Hawái, seguida por el emperador Pedro II de Brasil en 1876.
Los eventos pueden ir desde una ceremonia en la línea de vuelo en la Base de la Fuerza Aérea Andrews, una ceremonia de llegada (en la Casa Blanca o en el Pentágono, según el invitado), un almuerzo en el Departamento de Estado, una cena de Estado y un discurso ante el Congreso.